# Brustbandschnäpper
Der Brustbandschnäpper (Ficedula timorensis) auch Brustband-Grundschnäpper ist eine wenig bekannte Vogelart aus der Familie der Fliegenschnäpper. Er kommt auf der Insel Timor vor.

## Beschreibung
Der Brustbandschnäpper erreicht eine Länge von 11 Zentimetern. Beim Männchen sind Kopf und Nacken glänzend schwarz. Oberseite, Oberschwanzdecken und Schirmfedern sind rötlich oder hell kastanienfarben. Die Hand- und Armschwingen sowie der Schwanz sind schwärzlich. Die Unterseite ist weiß. Über die Brust verläuft ein breites schwarzes Band. Die Iris ist dunkel. Der kräftige Schnabel ist schwarz. Die Beine sind hell fleischrosa. Beim Weibchen sind Kopf und Nacken gräulich. Das Brustband ist stumpfschwarz. Die Jungvögel sind bisher unbeschrieben. 

## Stimme
Sein Gesang ist eine Reihe von weichen zweisilbigen Pfiffen, die in regelmäßigen Intervallen wiederholt werden. Der Ruf besteht aus bis zu vier dumpfen sirrenden Tönen, die häufig wiederholt werden oder aus einem kurzen, schrillen Pfeifen. 

## Lebensraum und Lebensweise
Der Brustbandschnäpper bewohnt Monsunwälder in den Niederungen, feuchte Hügelwälder mit Kalkstein-Felsbrocken und felsige Geröllhänge in Höhenlagen bis 1200 Meter. Er lebt einzeln oder paarweise und ist gewöhnlich still und unauffällig. Seine Nahrung besteht aus Insekten, die im dichten Unterholz aufgepickt werden. Gelegentlich fängt er auch Fluginsekten. Über seine Brutbiologie ist fast nichts bekannt. Zwei flügge gewordene Jungvögel wurden im Dezember beobachtet.

## Status
Aufgrund seiner Unauffälligkeit ist der Brustbandschnäpper nur schwer zu beobachten. Er ist am häufigsten in Wäldern mit einem geschlossenen Blätterdach anzutreffen, die jedoch immer mehr landwirtschaftlich genutzten Flächen weichen müssen. Des Weiteren wird die Bodenvegetation durch Vieh zerstört. Der Brustbandschnäpper steht auf der Vorwarnliste (near threatened) der IUCN.